# Oststraße 2 (Heilbronn)

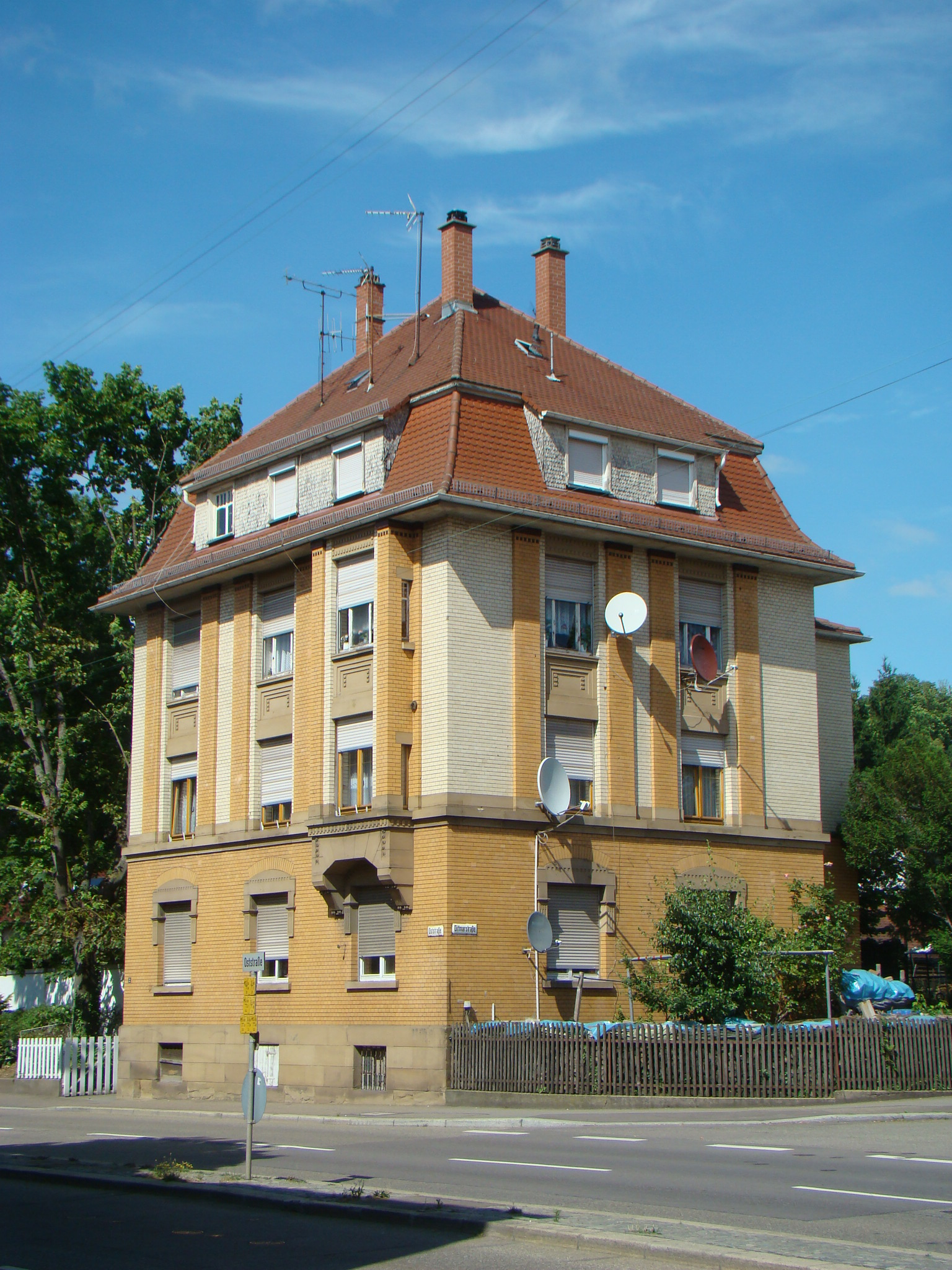
Straßenansicht des Hauses

Das Haus Oststraße 2  ist  ein denkmalgeschütztes Gebäude in Heilbronn.

## Beschreibung
Das Mehrfamilienhaus wurde für Otto Pfitzer nach den Plänen des Architekten Jakob Saame im Jahre 1908 errichtet. 
Das Bauwerk wird als Dokument für den Übergang zu der Architektur des ausgehenden Kaiserreichs, die von Neobarock und Neoklassizismus geprägt war, angesehen. Noch traditionell im Stil der Zeit um 1900 ist die vertikale Gliederung der Fassade und die Verwendung des Sichtmauerwerks, wohingegen das Mansarddach, das diese Vertikalbetonung unterbricht, ebenso wie die Kolossalpilaster und bauplastische Einzelheiten wie die Relieffelder der Fensterbrüstungen schon der moderneren Richtung zuzurechnen sind. Die Innenausstattung des Gebäudes wird in der Denkmaltopographie Baden-Württemberg als gut überliefert bezeichnet.

## Geschichte
1950 gehörte das Gebäude dem Geschäftsführer Karl Gentner, außer ihm waren noch fünf Mietparteien dort gemeldet. 1961 wird Besitzer Gentner als Bäckermeister bezeichnet und waren noch vier Mietparteien gemeldet.